# 云集乡
云集乡，是中华人民共和国四川省绵阳市江油市曾经下辖的一个乡。2019年12月，撤销云集乡，将其所属行政区域划归二郎庙镇管辖。

## 行政区划
云集乡撤销前下辖以下地区：
云峰村、关炉村、牛郎村、洗脚村、高桥村、和平村和将台村。